# Морякина, Валентина Андреевна
Валентина Андреевна Морякина (24 сентября 1929, с. Печерские Выселки Сызранского района Самарской губернии — 22 июля 2015, Томск) — советский и российский учёный-ботаник, профессор. Почётный гражданин города Томска.

## Биография
В 1951 году окончила лесомелиоративный факультет Куйбышевского (Самарского) инженерно-мелиоративного института, квалификация «инженер-лесомелиоратор». С 15 августа 1951 года — инженер лесокультур и лесного хозяйства Озерского лесхоза (Алтайский край).
С 1955 года работала в Сибирском ботаническом саду Томского государственного университета: экскурсовод, научный сотрудник, зав. отделом флоры, зам. директора по научной работе.
С 1967 года член Ученого совета ТГУ. В 1969 году защитила диссертацию на соискание учёной степени кандидат биологических наук по теме: «Рост и развитие деревьев и кустарников, интродуцированных в Томске».
С июня 1969 года по апрель 2008 года — директор СибБС, зав. лабораторией интродукционной дендрологии и ландшафтной архитектуры СибБС.
Благодаря её усилиям и поддержке ректората ТГУ, Минвуза РСФСР и СССР, СибБС приобрёл статус научного учреждения и вошёл в структуру ТГУ на правах НИИ. В 1969 году был создан Учёный совет СибБС под председательством В. А. Морякиной.
С 1976 года преподавала в ТГУ, ею разработаны и прочитаны новые курсы лекций: «лесоведение с основами дендрологии», «история садово-парковой культуры» и «интродукция растений».

## Научные интересы и достижения
Разработка научных и практических основ создания оранжерейного комплекса для северных широт в целях активной интродукции тропических и субтропических растений на основе разработки температурных, световых и др. параметров, необходимых для нормального развития интродуцируемых растений.
Разработка (впервые в регионе) принципов ландшафтно-дендрологической архитектуры, формирующей городскую среду для человека: ассортимент декоративных деревьев, кустарников и травянистых многолетников, всего свыше 700 наименований культур, устойчивых к сибирским условиям.
Проведено дендрологическое обследование северных регионов Томской области и разработан северный варианта городского озеленения, реализованный после начала нефтегазового освоения Сибири и возникновения северных городов (г. Стрежевой и др.).
Активный проводник разработанных рекомендаций и правил в ландшафтное озеленение города Томска и городов Томской области. Так на городских улицах появились липы, сирень, голубые ели, ива курайская, ива серебристая, смородина альпийская, миндаль розовоцветный, спиреи, барбарис Тунберга и др., в том числе и на первых квалифицированно созданных скверах в городе (сквер на пл. Новособорной, участков Университетской рощи и др.).
Член Совета ботанических садов СССР (затем РФ) с 1972 года.
Член градостроительного совета Томска, инициатор создания (1987) и член городской ландшафтной комиссии.

## Награды и звания
медаль «В ознаменование 100-летия со дня рождения Владимира Ильича Ленина» (1970), орден «Дружбы народов» (1981), Орден Трудового Красного знамени (1990), медаль «Ветеран труда» (1986), медаль «За трудовую доблесть» (1970), Золотая медаль ВДНХ (1987), медаль имени А. Чижевского (1998).
почётный знак РАЕН «За заслуги в развитии науки и экономики» (1998), медаль «За заслуги перед Томским государственным университетом» (1998) и др.

Заслуженный профессор ТГУ (2004)

«Заслуженный работник высшей школы РФ»

«Почётный гражданин города Томска» (2000)

Премия Правительства РФ в области науки и техники (2000)

лауреат Международной премии им. Андрея Первозванного «За веру и верность» (2008)

действительный член РАЕН
Автор и соавтор более 100 научных трудов, в том числе 6 монографий, редактор ряда монографий и «Бюллетеня Сибирского ботанического сада ТГУ» (1970—1980-е гг.).